# 日本史学史
日本史学史（にほんしがくし）は、日本における史学史である。ここでは、すなわち歴史認識や歴史叙述の変遷について解説する。

## 概要
日本においては、漢字が導入された古代から歴史認識および歴史叙述の展開が見られた。中世には歴史物語の盛行により庶民層にも国家単位の歴史認識が流布する。近世には合理的・実証的な歴史研究が民間に広がり、近代には西欧から近代的歴史観が本格的に導入された。
以下にその詳細を述べることにする。

## 時代別

### 古代

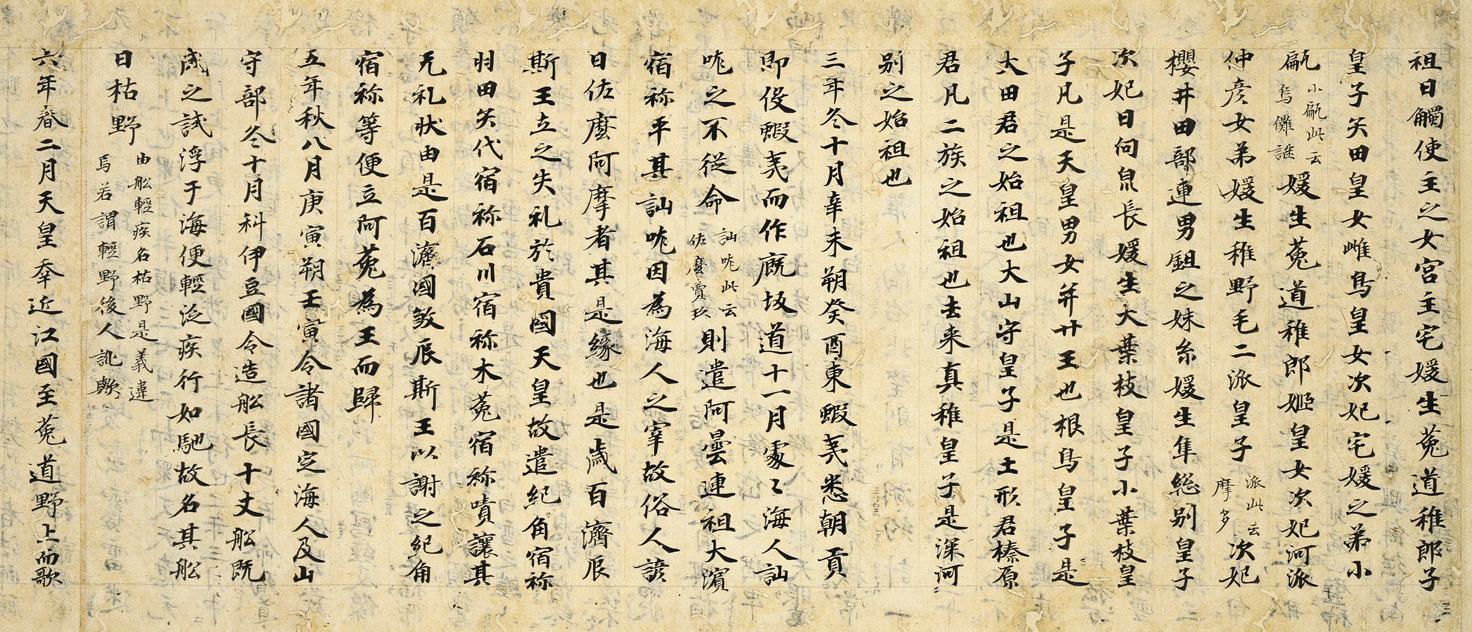
日本書紀（平安時代の写本）（720年）

6世紀には、大王の系譜を記す『帝紀』・神話を記す『旧辞』が、7世紀前半には聖徳太子らによって『天皇記』が編纂された。そうした修史の伝統を継承して、律令統一国家が成立した8世紀前半には、日本最初の正史である『日本書紀』が完成した。『日本書紀』は中国の正史の影響を強く受けており、天皇支配の正統性を強く訴え、皇位継承の経緯に関する記述が主たる内容だったが、もう一つ重要な点としては、中国・朝鮮に対する日本の独自性を主張していたことであった。この「天皇の正統性」「日本の独自性」の主張は、『日本書紀』を含むその後の正史（いわゆる六国史。『続日本紀』『日本後紀』『続日本後紀』『日本文徳天皇実録』『日本三代実録』）の主要なテーマであり、以後、幕末期までその影響が及んだ。
正史である六国史の編纂は「撰国史所」などと呼ばれていた機関を中心に国家事業として行われたが、『日本三代実録』を次ぐ『新国史』の編纂が途中で中止されたのを最後に正史の編纂は行われなくなり、平安中期以降は官司請負制に基づき家職を請け負う貴族・官人の家ごとに政務処理に先例を参照するための歴史資料として、日記が半公的な記録としてつけられるとともに、『類聚国史』『日本紀略』『百錬抄』やその他各種の年代記が編纂された。以上の歴史叙述はすべて漢文体によるものだったが、平安後期になると、人間をあるがままに日本風に描くという国風文化の影響のもと、表現形式がより柔軟かつ豊富な和文体による歴史物語・軍記物語・説話集が多数記されるようになり、これらは、従前の正史的歴史観への新たな歴史的意味付けの所産であると解されている。代表的なものとしては、歴史物語では『栄花物語』『大鏡』『増鏡』などが、軍記物語では『平家物語』『太平記』などが、説話集では『今昔物語集』などがある。こうした作品により、武士や庶民へも歴史認識が広く流布することとなった。

### 中世

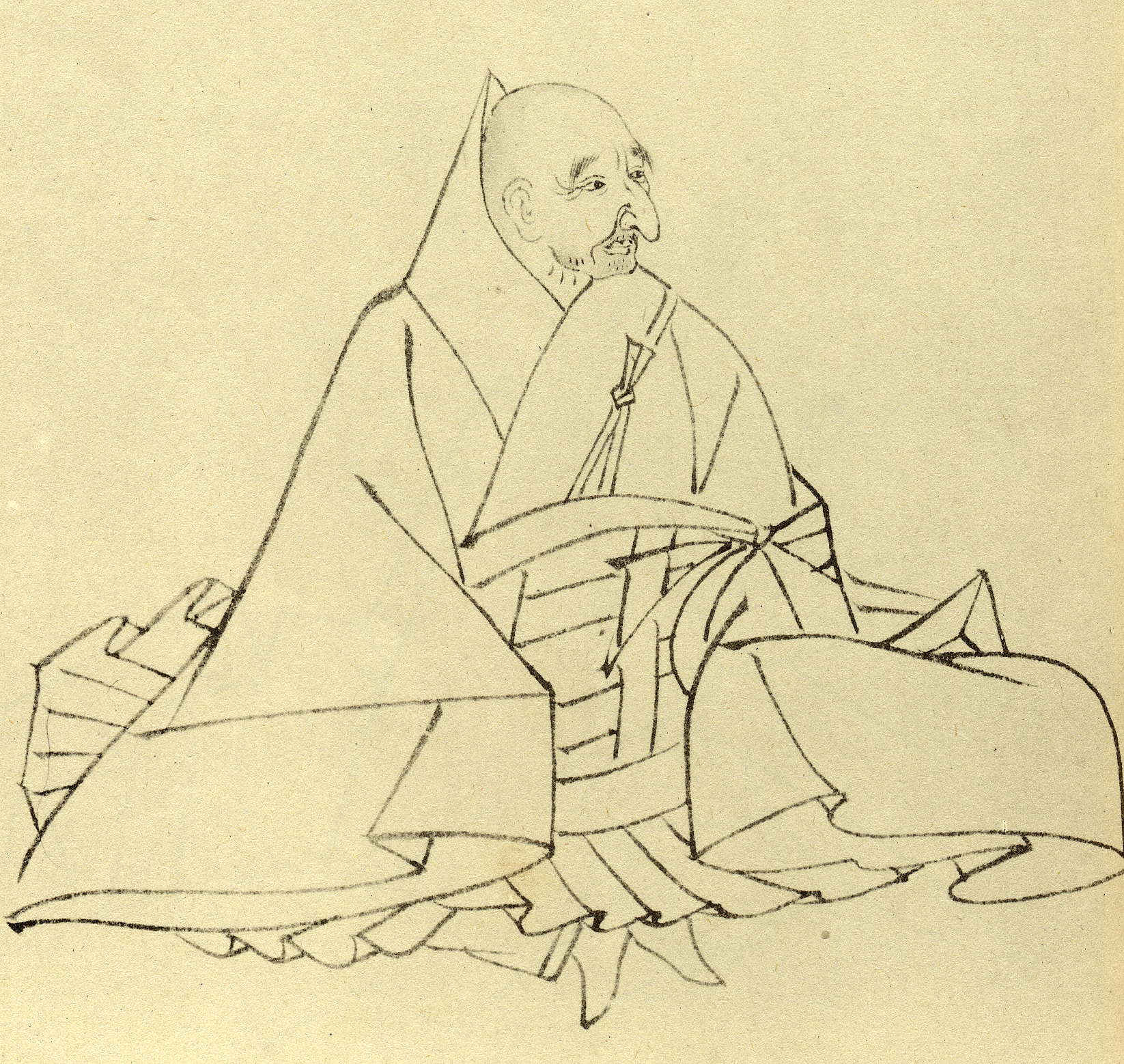
慈円

鎌倉時代以降の武家台頭に危機感を募らせていた公家層を代表して、新たな歴史認識を示したのは慈円の『愚管抄』である。慈円は末法思想と「道理」をテーマとして国初以来の歴史を説き起こすと、武家が大きな政治権力を握ったことを「道理」観念で合理的に理解しようとしており、同書をもって初めて歴史認識が明確に示されたとする見解もある。中世には仏教的な歴史意識が広まったが、それに対抗して神官の間では『日本書紀』神話の講読が盛行すると、神道の立場を中心として神話と歴史を結合させる思想が起こった。これを背景に、中世中期には、北畠親房により神道的な神国思想をテーマとする『神皇正統記』が著された。また、中世のもう一つの歴史認識は、年中行事や有職故実などの儀礼を通じて歴史を考えるというもので、そのため、故実を伝えるための日記や各種記録文書が多数作成された。その影響で、鎌倉幕府の正史である『吾妻鏡』も日記体をとっている。

### 近世

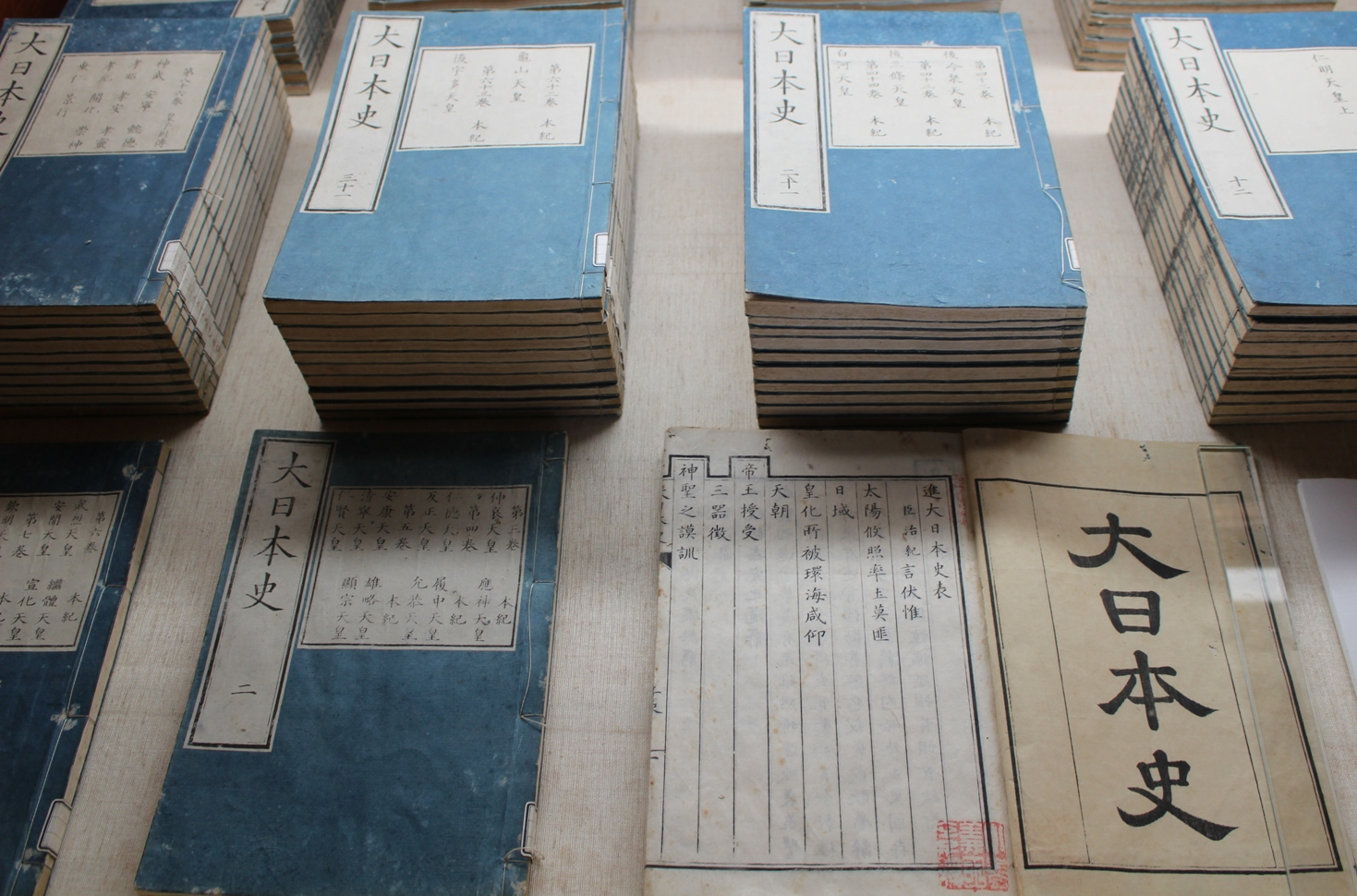
大日本史

近世（江戸時代）に入ると、将軍家や大名家は権力を正当化するため、儒教思想を積極的に採用すると、歴史の編纂を通じて自らの正当性を主張した。代表的なものに『武徳大成記』『本朝通鑑』『大日本史』などがある。儒教は本来合理的な思考を有しており、儒教思想の興隆は合理主義的な歴史叙述、例えば大村由己『天正記』・太田牛一『信長公記』・小瀬甫庵『太閤記』などにその萌芽が見られ、山鹿素行『中朝事実』『武家事紀』などにおいても強く意識されるようになる。やがてそれらは新井白石の『読史余論』『古史通』などとして結実した。これらの動きは実証的な歴史研究、すなわち18世紀の荻生徂徠や伊藤東涯らによる政治制度史研究へとつながっていき、あわせて国学へも大きな影響を与えた。近世期の合理的・実証的歴史認識の一つの到達点が富永仲基である。仲基は、仏教・儒教・神道といった宗教・思想も歴史的に変化してきたのであり、これらを絶対視するのでなく客観的に捉えるべきことを唱えている。こうした状況は、日本の歴史研究が近代的な歴史学を受容するための十分な素地を既に生んでいたと評価されている。一方、江戸後期には幕藩体制の矛盾と対外緊張の高まりの中、庶民の間でも歴史への関心が広がり、『日本外史』『皇朝史略』など通俗的な歴史書が多く出版された。
史料批判や考古学などの問題は、史料批判、日本歴史学を参照。

### 近代

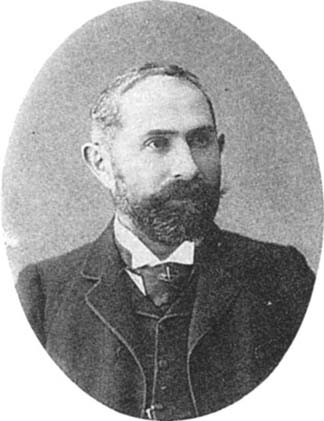
リース

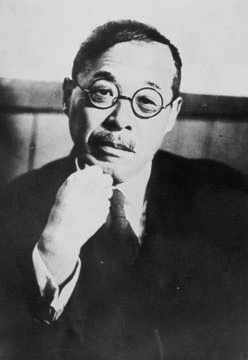
津田左右吉

幕末から明治維新にかけて、文明史など西欧の近代歴史学が一気に流入したが、特に進歩史観・進化史観が日本で急速に広まった。これは従来の日本にない新しい歴史観であり、歴史の中に普遍的な法則性を見出そうとする歴史観であった。この影響のもと、在野において書かれたのが田口卯吉『日本開化小史』や福澤諭吉『文明論之概略』などである。これは日本史と西欧史の共通点を強調する方向へ進んでいった。たとえば、前者では、事象の原因と結果を論ずる手法を用いている。
一方、明治政府の立場からは大政奉還・王政復古を正当化するため皇国史観と呼ばれる歴史叙述が構築されていった。それは天皇を中心とする歴史観であり、そのため大化の改新・建武の新政・明治維新が最も重要な改革に位置づけられる。こうした国家主義的・非体系的な歴史観はとりわけ歴史教育の現場へ積極的に導入されていった。
明治20年（1887年）に実証主義史学の祖レオポルト・フォン・ランケの弟子に当たるルートヴィヒ・リースが帝国大学に招聘された。リースは厳密な実証史学を指導すると、所謂官学アカデミズムが形成されたが、史料考証を重んじすぎるという憾みがあった。明治末期には、ドイツ歴史学派の影響による発展段階説が唱えられ、またマルクス主義による唯物史観が紹介された。大正期に入ると、マルクス唯物史観が重んじる歴史法則性を強く否定視する歴史理論（カントやディルタイ）が紹介され、歴史哲学への関心を高める契機となった。この時期は社会経済史・文化史・思想史等幅広い分野に関心が拡がっていた。こうした歴史学の発展の一方で、歴史学と国家主義的な歴史観との衝突も発生していた（「神道は祭天の古俗」事件、南北朝正閏論争、津田左右吉事件など）。歴史学が実証主義を重視しすぎ、歴史認識や史学方法論を軽んじたことも国家主義的な歴史観を拡大させた。そして、昭和期に入ると国粋主義的な天皇中心の歴史観（皇国史観）や勧善懲悪史観が隆盛するに至った。

### 現代
第二次世界大戦の敗戦により、国家主義的な皇国史観は大きく後退を強いられ、歴史に普遍性を見出そうとする社会科学的な立場が主流となった。その中でも実証主義史学と特に唯物史観史学の2つが主潮流をなした。国家主義的な歴史観のくびきから解かれた戦後史学は多くの重要な実績を残したが、実証主義には歴史哲学を軽視するという弱点が、唯物史観には教条的になりがちという弱点があり、1960年代後半頃からその限界が指摘され始めた。1970年代からは、戦後歴史学に対する反省と見直しが始まり、1980年代からは特に精力的な取り組みが加速していった。この時期からは、従来あまり顧みられていなかった民俗学や文化人類学などの成果を歴史学へ学際的に反映させる試みが積極的に行われている。これらの歴史研究の結果、広く知られた歴史像を大きく覆すような成果が多数発表されており、網野善彦などがその代表として挙げられるが、この結果一般に流布している歴史像と近年の研究成果との乖離が広がっていることも近年指摘され始めている。
他方で戦後は歴史の大衆化が進み、海音寺潮五郎や司馬遼太郎、松本清張らによる歴史小説の流行、または邪馬台国論争の隆盛のように歴史ブームというべき現象も起きており、古史古伝などを典拠とする学術的に認められていない俗説も一定の広がりを見せている。さらに、一種の英雄主義・国家主義的な史観が、平成初年頃から自由主義史観として勃興し、実証性や客観性に偏重するアカデミズムの姿勢を批判した主張を展開している。